# Rail Nation
Rail Nation (дословный перевод — Рельсовая нация) — браузерная стратегическая игра, выпущенная компанией Travian Games. Игроки могут создать свою собственную железнодорожную компанию, строить железные дороги и станции, сопутствующую инфраструктуру. Игра предоставляет возможность выбора эпохи существования компании (техника и атрибутика разных годов).

## Разработка
Релиз игры состоялся в январе 2014. На момент запуска открытого бета-теста Rail Nation являлась одним из немногих представителей железнодорожных стратегий.

## Игровой процесс
Игра Rail Nation является браузерной экономической железнодорожной стратегией, в которой игрок управляет транспортной компанией и конкурирует с остальными.
Игровой процесс основан на карте, содержащей удалённые друг от друга города и производственные объекты. Одним из важных факторов удачного прохождения игры является составление эффективных с экономической точки зрения маршрутов. В игре учитываются различные сроки технического обслуживания железнодорожных путей на некоторых участках, удалённость заправочных станций, доходы от сопутствующей инфраструктуры и множество других факторов. 

## Дополнения
12 июня 2015 г. после крупного обновления в игре появились пассажирские поезда, а также новое здание — музей, который стал частью депо и служит для парковки неиспользуемых локомотивов.
4 января 2017 г. был перезапущен сервер «Золотые ворота». Все игровые достижения были обнулены и игроки возвращены к первоначальному состоянию. Целью перезапуска являлось исправление экономики в игре: множество игроков были недовольны политикой монетизации игры которая привела к так называемой модели «Pay-for-win», при которой игроки вкладывающие реальные деньги получали значительные преимущества перед остальными.
В мае 2019 года вышло дополнение «Origin Journey». Дополнение отражало в себе историю развития европейской сети железных дорог. Новая карта содержит 50 аутентичных городов из Германии, Австрии и Швейцарии. Впервые в Rail Nation в экономику игры были интегрированы одиннадцать местных товаров для снабжения городов (швейцарский сыр, немецкое пиво и др.).